# Sunshine (Victoria)
Sunshine est une banlieue de Melbourne, à 12 km à l'ouest de son centre et situé dans la zone du gouvernement local de la ville de Brimbank.  
Sunshine, initialement une ville à l'extérieur de Melbourne, est aujourd'hui une banlieue résidentielle avec un mélange de maisons d'époque et d'après-guerre, avec un centre-ville qui est un important centre commercial dans l'ouest de Melbourne. C'est également l'un des principaux lieux d'emploi de Melbourne en dehors du CBD avec de nombreuses entreprises industrielles situées dans la région, et un important carrefour de transports publics avec des services de la V / Line (bus) et de la Metro Trains Melbourne à la gare de Sunshine et à son échangeur de bus principal adjacent.

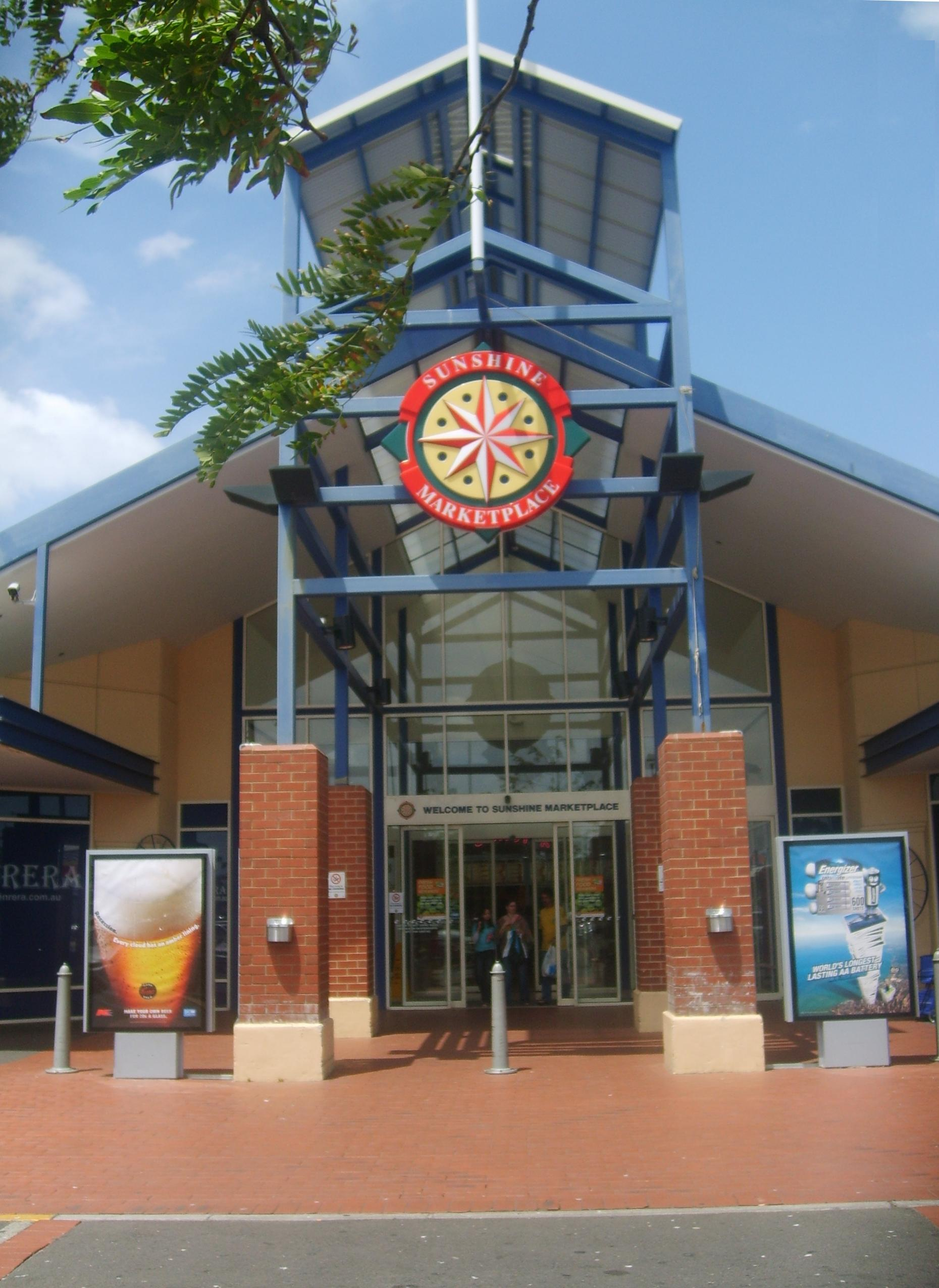
Le « Sunshine Marketplace ».

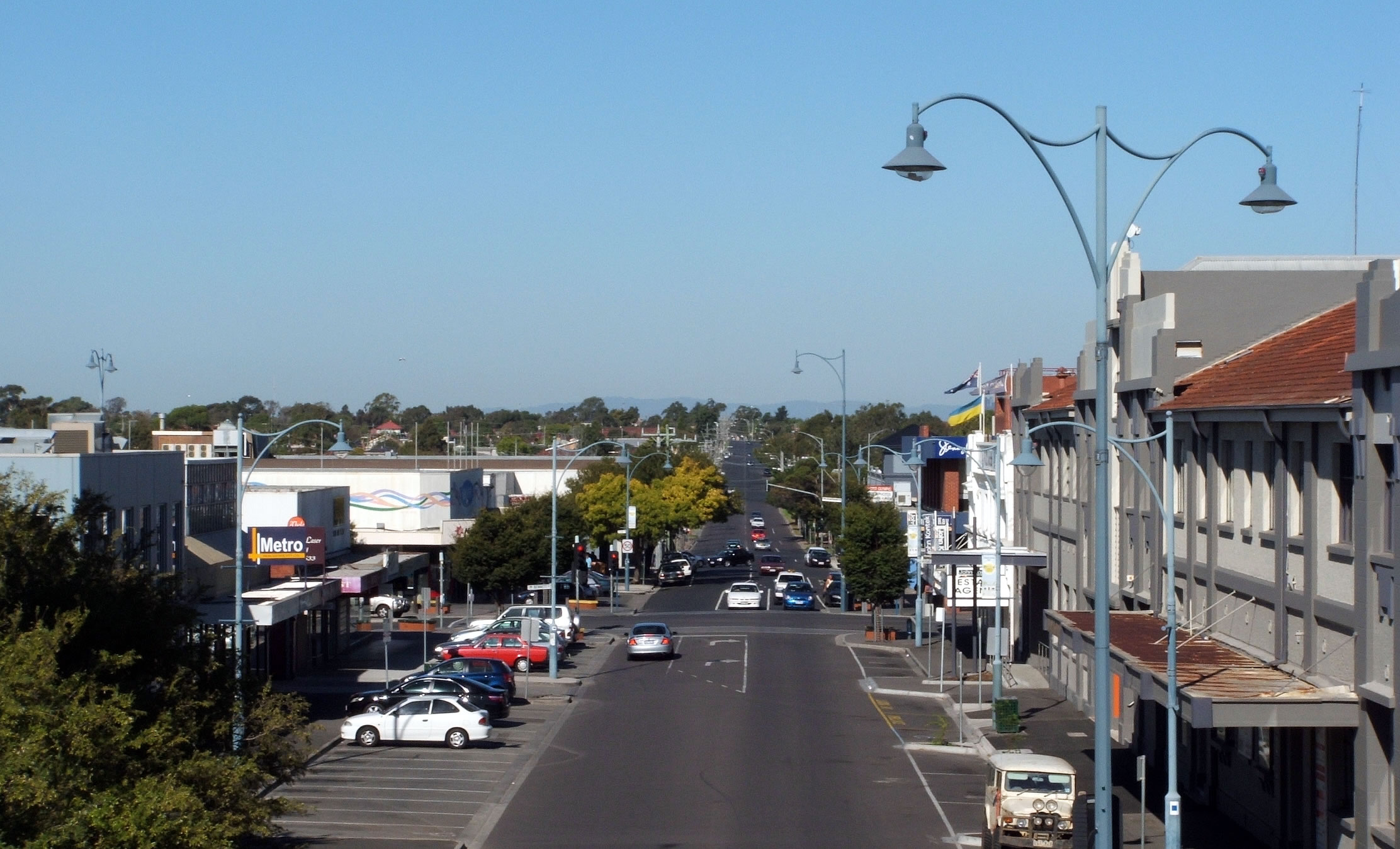
Devonshire Road, centre-ville de Sunshine.

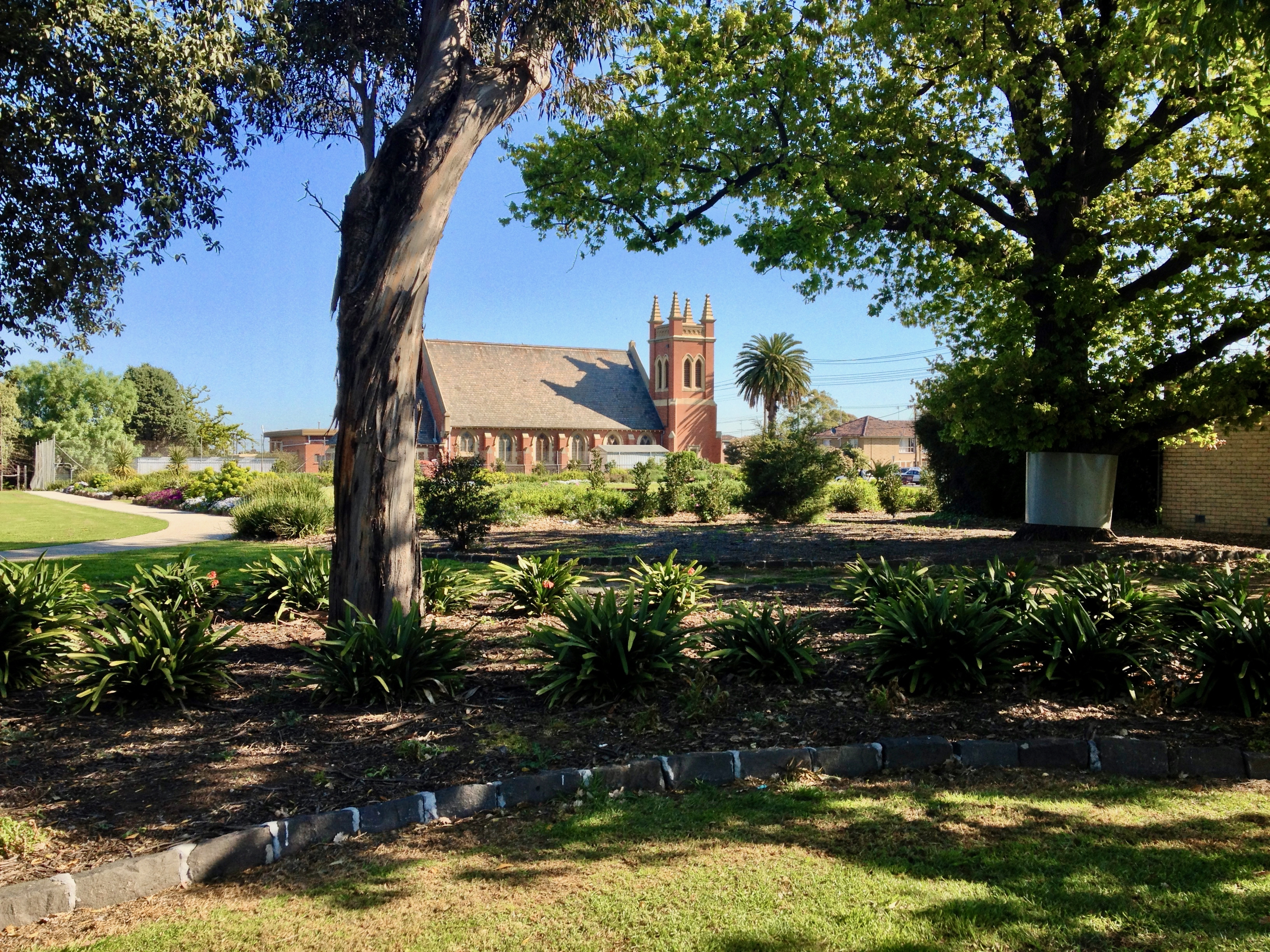
Le HV McKay Memorial Gardens avec l'église presbytérienne en arrière-plan.

## Démographie
Sunshine est une banlieue multiculturelle. Dans l'après-guerre, de nombreux immigrants de toute l'Europe continentale se sont installés à Sunshine. Aujourd'hui, Sunshine compte encore des populations importantes originaires d'Italie, de Grèce, ex-Yougoslavie et Pologne. Il est également le principal centre de la communauté maltaise.
Depuis la fin des années 1970, des réfugiés vietnamiens se sont installés à Sunshine et dans les environs. Les Vietnamiens ont ouvert de petites entreprises telles que des épiceries et des restaurants dans le centre-ville de Sunshine. Plus récemment, les immigrants qui ont déménagé à Sunshine sont venus du Soudan, de la Birmanie et de l'Inde.
En 2016, Sunshine avait une population de 9 768 habitants. Les ancêtres les plus couramment cités dans le recensement de 2016 sont : australien 11,4 %, anglais 12,5 %, vietnamien 12,9 %, chinois 5,9 % et irlandais 5,0 %. Pour le pays de naissance, 42 % des personnes sont nées en Australie tandis que les autres pays de naissance les plus courants sont le Vietnam avec 12,6 %, l'Inde 5,7 %, la Birmanie 4,0 %, les Philippines 2,0 % et le Népal 2,0 %.

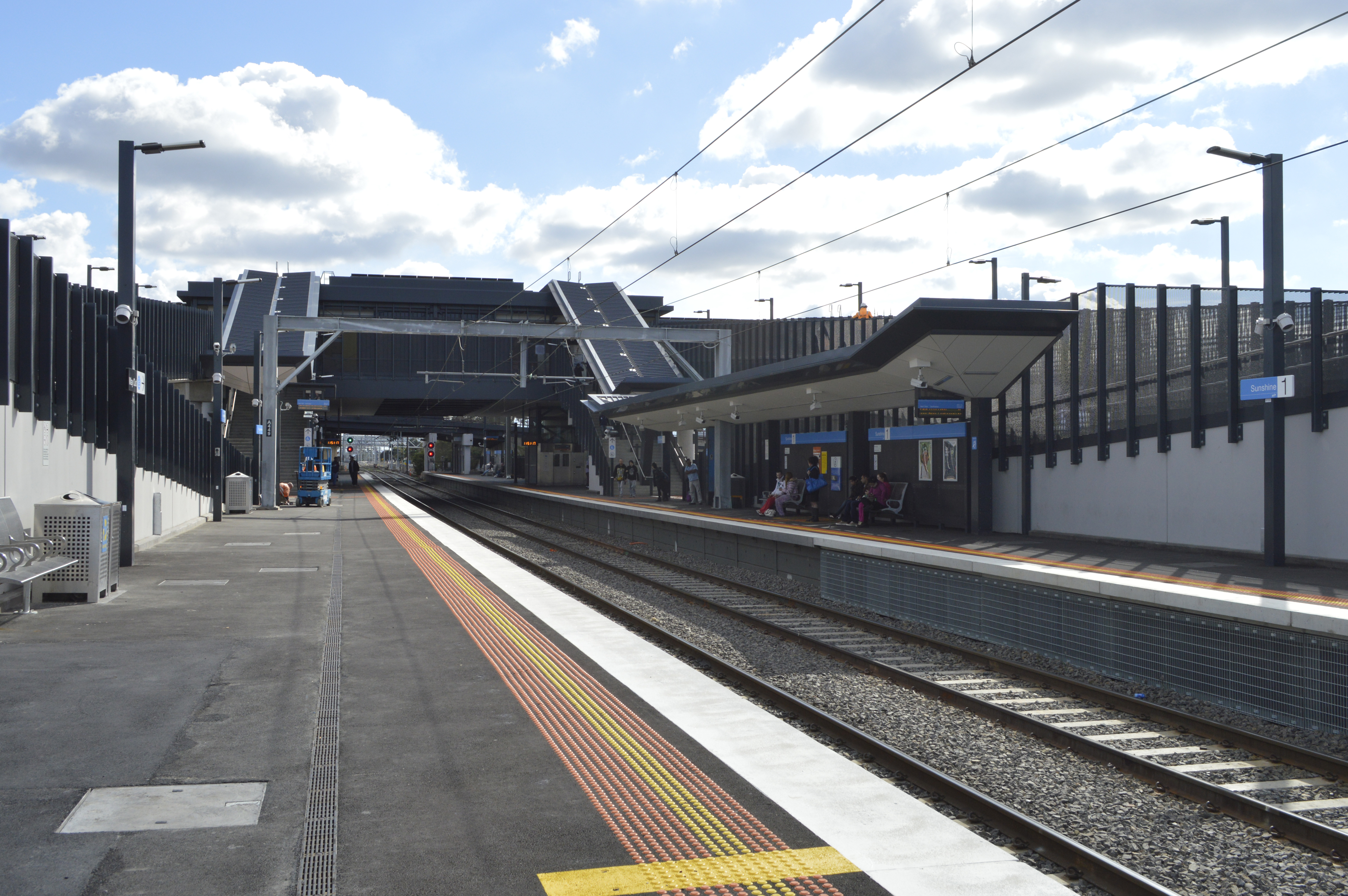
Gare de Sunshine.

## Loisirs

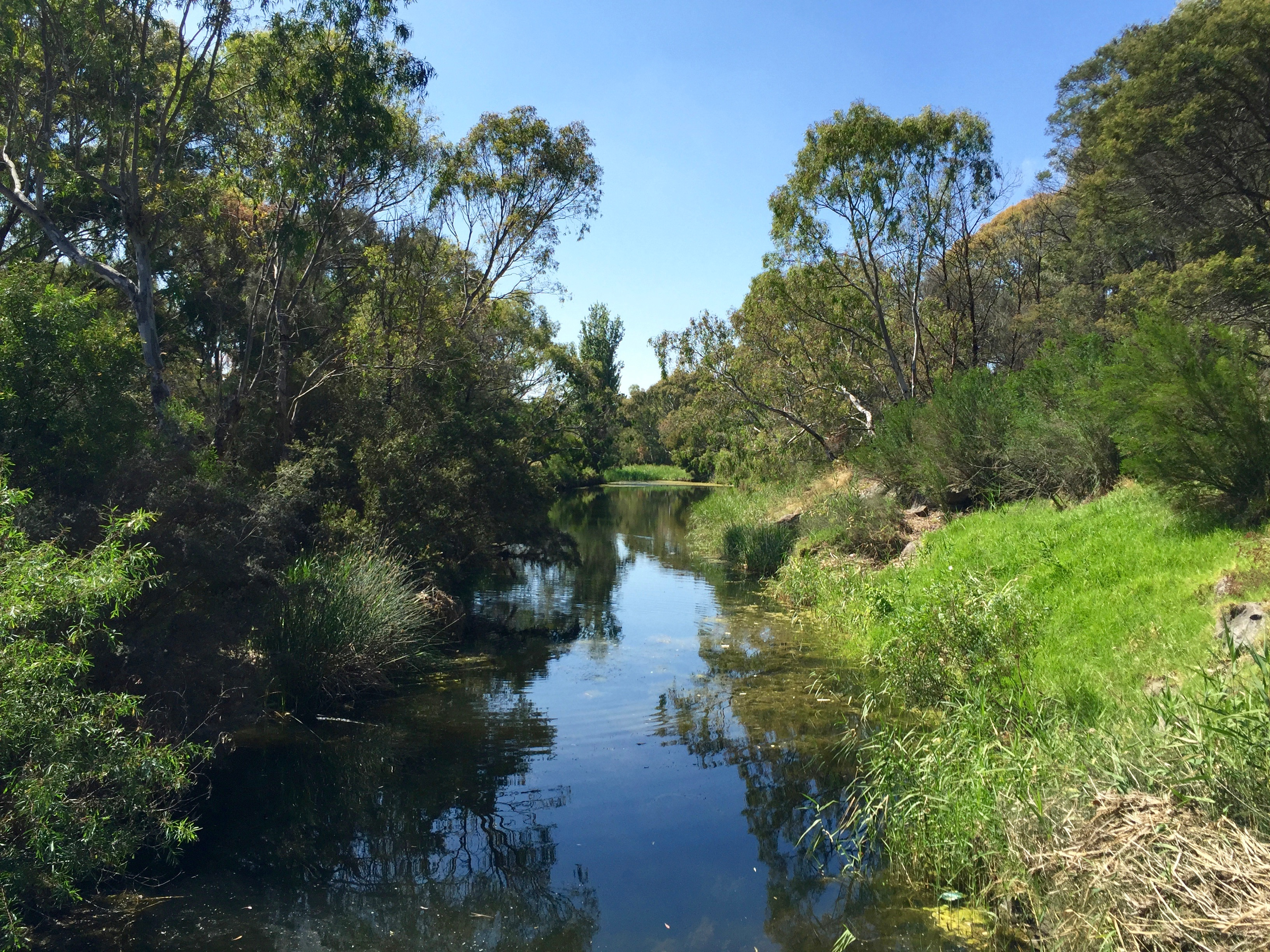
Kororoit Creek.

Le HV McKay Memorial Gardens, classé au patrimoine mondial sur Anderson Road, créé en 1909 par HV McKay sous le nom de Sunshine Gardens, est l'un des deux « jardins industriels » restants en Australie,. 
Le Kororoit Creek traverse Sunshine, le long duquel se trouve le sentier Kororoit Creek pour la marche et le vélo.     